# Geophis ruthveni
Geophis ruthveni är en ormart som beskrevs av Werner 1925. Geophis ruthveni ingår i släktet Geophis och familjen snokar. Inga underarter finns listade i Catalogue of Life.
Denna orm förekommer i norra Costa Rica. Arten lever i låglandet och i bergstrakter mellan 85 och 1600 meter över havet. Habitatet utgörs av regnskogar och andra fuktiga skogar. Individerna gräver i lövskiktet och i det översta jordlagret. Honor lägger ägg.
För beståndet är inga hot kända. Hela populationen anses vara stabil. IUCN kategoriserar arten globalt som livskraftig.